# Quinta guerra israelita-aramea
Quinta guerra israelita-aramea, fueron los conflictos que hubo entre el rey de los arameos Ben-Hadad II y su sucesor Hazael (que peleó esta guerra como comandante y luego como rey), contra el Reino de Israel, que tenía a Joram como rey, y a Jehú como general (este al igual que Hazael, mataría a su rey y ocuparía su lugar).

## Antecedentes
Después de la muerte de Acab, en la Cuarta guerra israelita-aramea, hubo un periodo de relativa paz entre Israel y los Arameos, aunque los arameos seguían haciendo vandalismos en territorio israelita, pero no había una guerra declarada entre los dos bandos, porque Ben-Hadad II se encontraba frecuentemente preocupado de los Asirios, Joram por su parte fue a sofocar una rebelión en Moab, peleando contra el rey Mesha, además, Israel se encontraba en un estado de suma debilidad. Varias veces Ben-Hadad quiso atacar a Israel, pero gracias a la intervención del profeta Eliseo, esta invasión no se llevó a cabo inmediatamente, pero luego de un tiempo la paz no pudo más y estalló la guerra. Ben-Hadad comenzó por sitiar Samaria, en lo cual fracasó, pasado un tiempo corto Hazael general del ejército de los arameos mató a Ben-Hadad II y ocupó su posición de rey. Al ver Joram que había un nuevo rey en Aram creyó que habría debilidad en este reino, lo que aprovechó para tratar de cumplir el sueño frustrado de su padre Acab: conquistar Ramot de Galaad.

## Sitio de Samaria
Ben-Hadad II había sitiado Samaria sin éxito en el periodo de Acab, el cual lo derrotó contundentemente en dos oportunidades, pero Ben-Hadad II ambicionaba conquistar Samaria, así que acampó con su ejército en las cercanías de Samaria, tanto así que nadie entraba o salía de la ciudad, por lo que el hambre se hizo presente a tal punto de que una cabeza de asno era vendida por 80 siclos de plata. En cierto día una mujer acusaba a otra ante Joram que era el turno de la acusada de entregar a su pequeño niño, cocerlo y comerlo así como habían hecho un día anterior con el de ella pero que ahora la acusada lo había escondido. Tal caso extremo hizo que Joram se afligiera, rasgara sus vestiduras y que a la vista de todo el pueblo mostrara el luto y cilicio que llevaba dentro. Tal habría sido la impotencia y frustración de aquel momento que el rey ordenó la muerte del profeta Eliseo, atribuyéndole al profeta de Jehová cierta suerte de sus males. Probablemente tal orden obedecía a que en el pasado, Eliseo guio hasta el centro de la ciudad de Samaria una gran compañía de soldados enemigos enviados con la misión de prender al profeta, pero que en vez de capturarlo, fueron enceguecidos por intervención divina y llevados ante el rey de Israel, a los cuales Joram pretendía ejecutar como prisioneros, a lo cual Eliseo se negó y en vez de eso le dijo al rey que les proporcionara agua y comida y que los enviase de vuelta a su señor.  Volviendo al momento en que había sido enviado el emisario del rey a matar a Eliseo, en vez de consumar la orden, recibió a las puertas de la casa de Eliseo, la profecía de que al día siguiente habría abundancia en Samaria, a lo cual el mensajero manifestó incredulidad. Por tanto el profeta dijo así: "He aquí, tú lo verás con tus propios ojos, pero no comerás de ello". 
A la entrada de la ciudad estaban unos leprosos, personas que por su enfermedad eran segregados de la sociedad puesto que se les consideraba inmundos, los cuales decidieron arriesgarlo todo y penetrar el campamento de los arameos. Manifestaron no tener absolutamente nada que perder puesto que de todos modos morirían de hambre. Al llegar se percataron de que no había nadie en las tiendas de campaña, en el extremo del campamento.  Luego de saciar su hambre y tomar algunas joyas y de haber concluido que el campamento estaba completamente abandonado e intacto, reconocieron que hacían mal en que mientras sus compatriotas morían de hambre, ellos tardaban en dar las buenas noticias.
Al regresar a la ciudad dieron aviso, y las buenas nuevas llegaron al palacio del rey Joram, quien no se tragó el relato del abandono y concluyó que era un estratagema sabiendo que el hambriento pueblo de Samaria correría a buscar alimento, donde el campamento abandonado serviría como señuelo, presumiendo que el ejército se había escondido en los alrededores para atacar en el momento oportuno. Debido a esto, se enviaron mensajeros en dos de los "pocos" caballos que aún quedaban a reconocer el área, llegando hasta el río Jordán pudieron observar que en todo el trayecto había vestimenta y equipo que fue dejado por aquel ejército sirio que por algún extraño motivo pareciese que hubieran corrido por su vida.
Sucedió lo que se esperaba y aquello que había dicho el profeta,  al llegar aquellas noticias del abandono, el campamento fue saqueado por el hambriento pueblo. Tomando en cuenta que el texto bíblico cita que era el ejército sirio completo quien acampaba probablemente durante semanas, incluso meses, mantener tal empresa, necesitaría generosas cuotas de alimento y provisiones que probablemente estaban presupuestadas para un período indefinido de tiempo.  Suficiente como para que la ciudad de Samaria saciara su necesidad de inmediata a mediano plazo hasta volver a reactivar la economía nuevamente.
¿Que habría provocado la aparente huida de aquellas fuerzas armadas decididas a sitiar una ciudad hasta que pereciera de hambre? Tal motivo de la huida se relata en el segundo libro de los reyes, capítulo séptimo, donde Jehová, el que peleaba por Israel, provocó que en el campamento se escuchase el sonido estruendoso de carros de combate y caballería, y un "estrépito" en nuestra traducción al español, transmite la idea como gritos de guerra y escándalo de un gran ejército... experiencia que sólo en nuestra imaginación o en un gran estadio repleto a mayor escala podríamos volver a reproducir, puesto que en la guerra moderna las explosiones detonaciones y disparo de proyectiles sustituirían los gritos de millardos de  soldados y la marcha pesada de no distinto número de caballería y los carros de combate (arma élite de la época) combinación que en conjunto provocaría incluso que la tierra temblase, motivo suficiente para que a cualquier contrincante le haga entrar en razón sobre su destino final.
Sea cual fuere la magnitud de la experiencia audible, los sitiadores llegaron a la conclusión de que Joram había tomado a modo de mercenarios, al temible ejército del Faraón de Egipto y a los hititas, aunque el imperio de estos últimos se había fragmentado por la llegada de los Pueblos del mar, todavía existían en Anatolia pequeñas ciudades estado hititas entre las que destacaba Karkemish, las cuales podrían ser una amenaza aún para el Reino arameo de Damasco.  Dándose virtualmente por vencido al considerar la superioridad de las fuerzas que escuchaban arremeter contra su campamento de sitio, ni siquiera se demoraron en preparar sus bestias para la huida, abandonaron el campamento por la noche y le dejaron intacto. Con esto el rey Ben-Hadad II no invadiría más el Reino de Israel, o por lo menos no hizo ninguna otra incursión de importancia.
Un corto tiempo después el profeta Eliseo se dirigía para Damasco, a cumplir la orden divina dada al profeta Elías, la cual era ungir a Hazael como rey de Damasco, en ese momento Ben-Hadad II, se encontraba muy enfermo y llamó a su general Hazael, para que fuera a consultar al profeta, si sanaría o no de su enfermedad, este le dijo en secreto a Hazael, que Ben-Hadad II moriría, pero Hazael debía decirle a Ben-Hadad II que viviría, y también Eliseo le dijo que él sería el rey de los arameos y que invadiría Israel. Al día siguiente Hazael, tomó una manta, la empapó con agua y con ésta asfixió a Ben-Hadad II, por lo que Hazael reinó en su lugar.

## Segundo sitio de Ramot de Galaad
El sueño no cumplido de Acab padre del rey Joram fue reconquistar Ramot de Galaad, pero cuando llevó a cabo su plan, falleció. Joram, tal vez por temor, no se atrevió a invadir la ciudad, pero apenas ascendió Hazael al trono, creyó que habría debilidad en este nuevo rey, por lo que no dudó en emprender una campaña contra Ramot de Galaad, además según documentos asirios, Hazael, se encontraba en una guerra contra Salmanasar III, en la cual fue contundentemente derrotado por los asirios, oportunidad que fue aprovechada por Joram para tener aún menos resistencia. Como en campañas anteriores de la dinastía de Omri, Joram pidió la ayuda de Judá que en ese momento se encontraba bajo el recién ascendido rey, Ocozias, que era sobrino de Joram (Atalia hermana de Joram de Israel, era madre de Ocozias rey de Judá). En la batalla cerca de las puertas de la ciudad, los arameos hirieron levemente a Joram por lo que éste se tuvo que retirar a Jezreel para curarse de las heridas dejándole toda la responsabilidad a Jehú, el general del ejército. Éste probablemente logró conquistar la ciudad ya que en la Biblia se menciona que los israelitas en vez de atacar la ciudad como lo hacían en un principio, se encontraban ahora defendiéndola (2 de Reyes 9:14).
Mientras Jehu estaba todavía sitiando la ciudad, uno de los profetas enviado por Eliseo, fue hacia Ramot y ungió a Jehu como rey de Israel, encomendándole la misión de destruir toda la familia de Acab. Esto no le pudo llegar a Jehu en un mejor momento, ya que había un resentimiento general contra los reyes de Israel y Judá porque los habían abandonado en el sitio y se habían ido al palacio veraniego de Jezreel, sin embargo Jehu probablemente era considerado un héroe nacional por los israelitas por su heroica labor sitiando Ramot. Aunque como ya se ha dicho había un sentimiento en contra de Joram, por su frágil gobierno.

## Posguerra
Apenas se había ido el profeta que lo consagró rey, Jehu se lo contó a sus oficiales, los cuales le hicieron reverencias, y juntos partieron a deponer a Joram, el rey oficial por ese momento. Éste estaba en Jezreel, curándose de las heridas que le habían hecho los arameos en la primera parte del sitio de Ramot de Galaad, mientras tanto Jehu marchaba hacia Jezreel, con una tropa conformada por una pequeña parte del ejército, y con los comandantes más importantes. Su tropa fue vista a lo lejos por el vigía de la ciudad, el cual avisó a Joram de la situación. Joram mandó un jinete para averiguar el motivo por el cual Jehu se dirigía a Jezreel, el jinete le preguntó ¿hay paz Jehu?, éste le dijo que se uniera a la tropa y no regresara, esto se reiteró una vez más. La situación comenzó a desesperar a Joram, que supo que era Jehu el que guiaba la tropa. Por lo que Joram y Ocozias fueron a recibir a Jehu, con esto se puede suponer que Joram no estaba tan herido como para retirarse de la batalla, ya que él fue en persona, en un carro para saber lo que ocurría.
Cuando Joram llegó donde estaba Jehú, el primero le dijo a Jehu: ¿Hay paz?(probablemente refiriéndose al sitio de Ramot), Jehu le respondió: ¿Qué paz, mientras sean tantas las prostituciones de tu madre Jezabel y sus hechicerías?, por lo que Joram se dio cuenta del complot en su contra, y le gritó a su sobrino Ocozias que huyera, el propio Joram también intentó huir, pero Jehu le disparó con su arco, y le atravesó el corazón. Inmediatamente Jehu ordenó a su general Bidcar que tirara el cuerpo de Joram en el campo de Nabot de Jezreel, así como los padres de Joram habían tirado a Nabot y a su familia varios años atrás.
Pero Jehu no se quedó para ver como enterraban a su ex –señor, sino que ordenó perseguir a Ocozias, ya que éste podría haber estado resentido con el asesinato de su tío y habría vuelto a Jerusalén solo para buscar tropas y hacerle la guerra a Jehu. Ocozias, se había adelantado bastante de las tropas de Jehu, pero finalmente fue alcanzado en Meguiddo y asesinado en ese mismo lugar.
A Jehu le faltaba aún un objetivo, y ese era la reina madre, Jezabel, Jehu conocía el carácter de Jezabel, y esta con su influencia era una amenaza para su reinado, por lo que se volvió a Jezreel, y Jezabel sarcásticamente lo llamó Zimri ya que éste al igual que Jehu, habían asesinado a su rey y ocuparon su lugar. Jehu le dijo a los eunucos de Jezabel: ¿Quién conmigo? ¿Quién?, y dos eunucos respondieron el llamado y Jehu ordenó que fuera lanzada abajo y por lo que esta murió. Pasado un rato, Jehu les dijo a sus camaradas que sepultaran a Jezabel porque era de sangre real. Pero cuando los soldados fueron a buscar el cadáver, este estaba descompuesto y los perros comían su carne.
Después Jehu siguió en su misión de eliminar la descendencia de Acab, por lo que mandó cartas a Samaria, donde Acab tenía 70 descendientes, estas cartas eran dirigidas a los siervos y tutores de los descendientes de Acab, y los desafió a poner por rey a uno de los descendientes de Acab, y así hacerle la guerra, pero estos eunucos y tutores se resignaron por miedo, y le dijeron a Jehu que eran sus súbditos y obedecerían todas las órdenes que él les diera. Comprendiendo Jehu que su plan estaba listo y ya no tendría adversarios para ocupar el trono, mandó a que decapitaran a los setenta descendientes de Acab. Las cabezas de estos fueron enviadas a Jehu en canastas.
Después Jehu se dirigió a Samaria a ocupar el trono, pero en el camino se encontró con 42 parientes de Ocozias, rey de Judá, estos sin duda no sabían nada de lo que había sucedido, pero Jehu creyendo que estos podían ser amenazas para él, los asesinó a todos. Después, al llegar a Samaria, Jehu convocó a todos los profetas de Baal, el dios fenicio que Jezabel había introducido en Israel. Estos profetas creían que Jehu los iba a favorecer, y cuando estuvieron todos reunidos en el templo de Baal, Jehu los mató a todos sin dejar ninguno. También destruyó el templo y lo convirtió en una letrina.